# Dzień wielkiej przygody
Dzień wielkiej przygody – polski film przygodowy z 1935 roku. 
Film był uważany za zaginiony, ale został odnaleziony w zbiorach londyńskiego Instytutu Polskiego i przekazany w 2017 r. Filmotece Narodowej.

## Obsada
- Franciszek Brodniewicz (komendant obozu harcerskiego),
- Kazimierz Junosza-Stępowski (przemytnik),
- Franciszek Dominiak (przemytnik),
- Michał Halicz (przemytnik),
- Antoni Różycki (kapitan straży granicznej),
- Jan Bochenek (zdobywca),
- Stefan Oppenheim (Bystry),
- Stefan Groszkowski (tropiciel),
- Andrzej Fronczysty (kłusownik Mocarny),
- Helena Roj-Rytardowa (żona Mocarnego),
- M. Jakubowski (Jędruś, syn Mocarnego),
- Stanisław Łapiński (właściciel gospody),
- Feliks Żukowski (Sokolik),
- Saturnin Żórawski,
- Jan Marusarz